# Kostel Narození Panny Marie (Záběhlice)
Kostel Narození Panny Marie je římskokatolický filiální kostel v Praze 10 – Záběhlicích. Přestavovaný, původně románský kostel, stojí mezi tokem Botiče a Hamerským rybníkem. V současné době je spravován z hostivařské farnosti Stětí sv. Jana. Je chráněn jako kulturní památka.

## Historie kostela

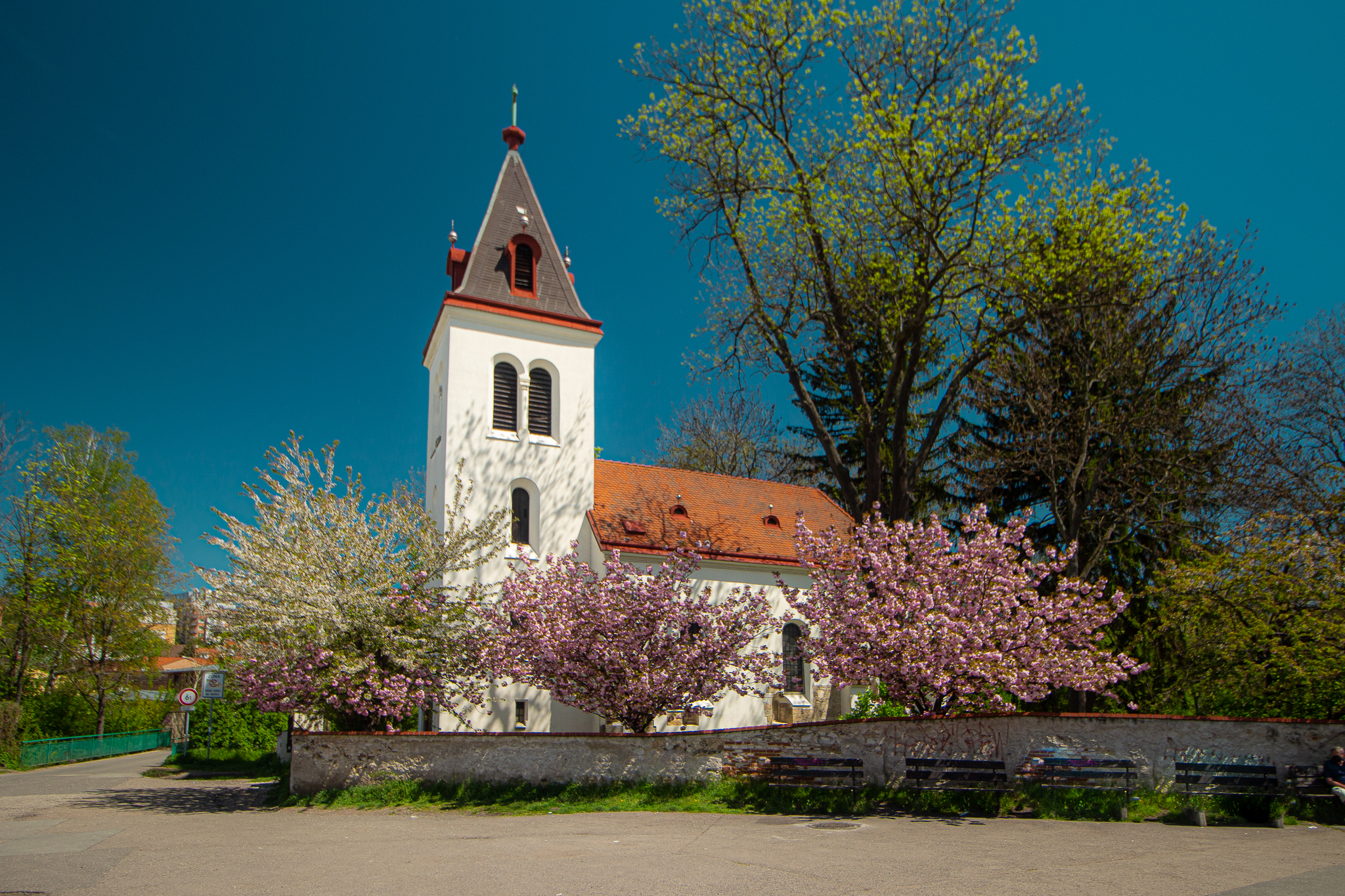
Kostel Narození Panny Marie v roce 2021

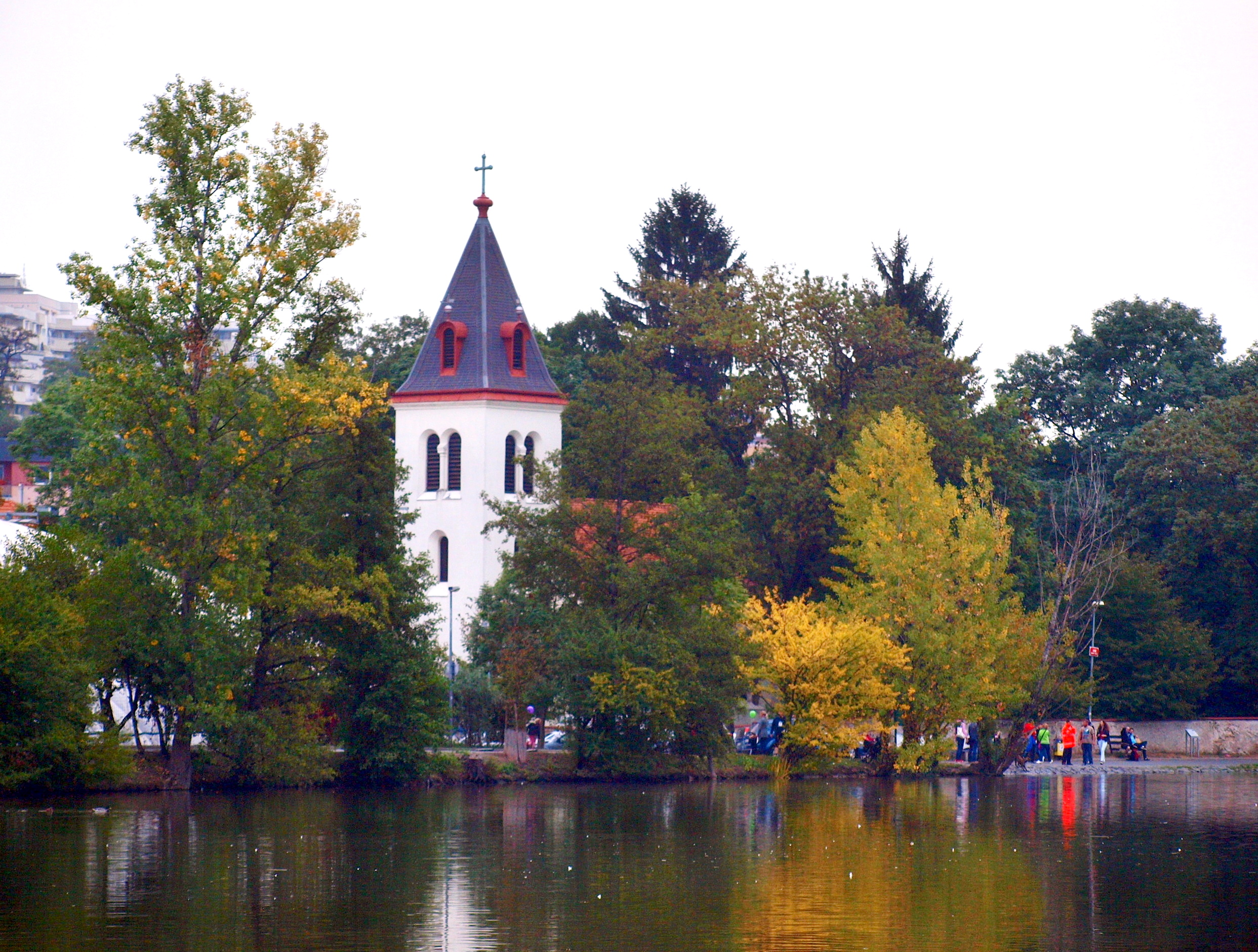
Kostel Narození Panny Marie s Hamerským rybníkem

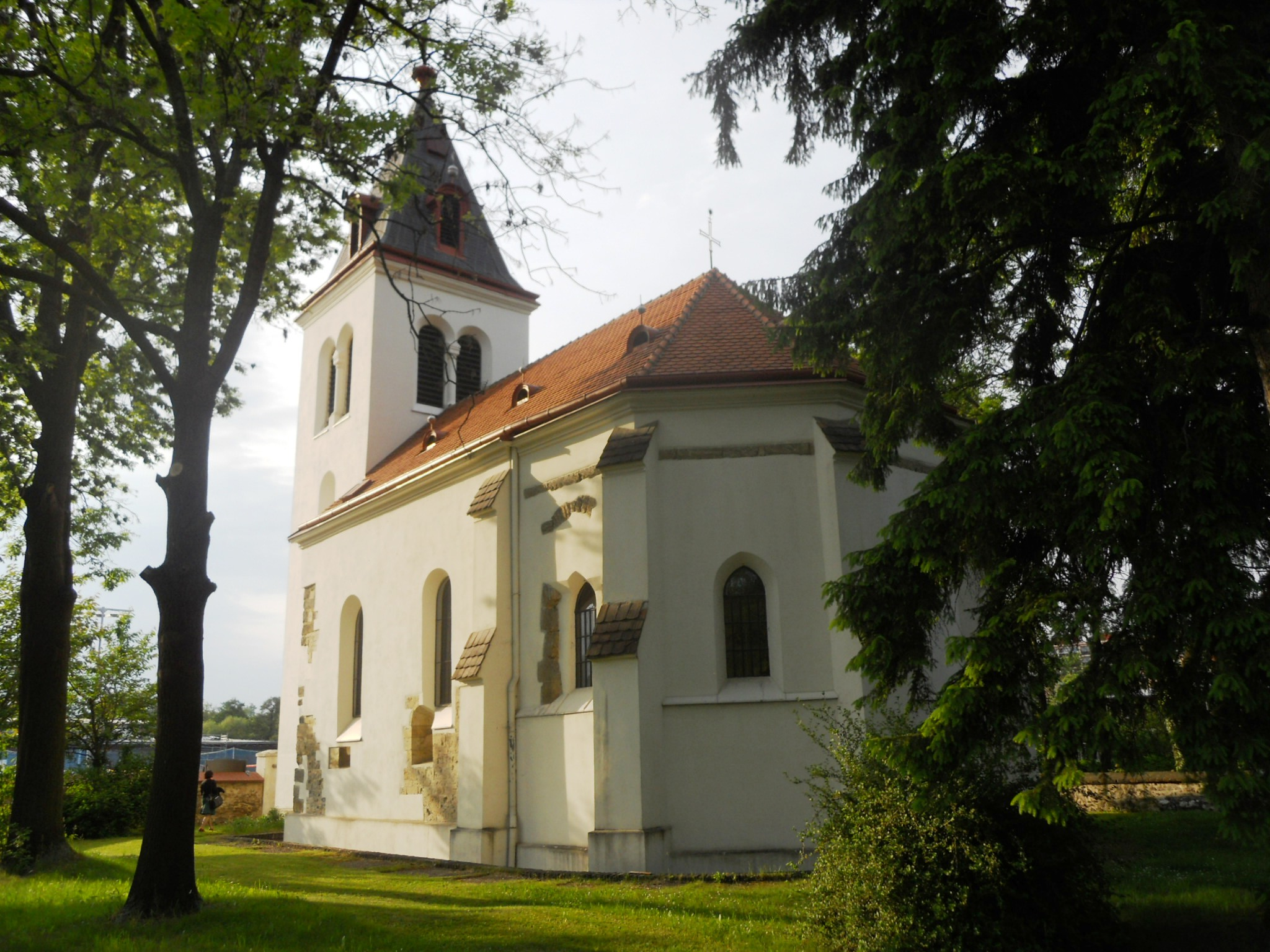
Kostel Narození Panny Marie od jihovýchodu

Původní románský kostel měl typickou dispozici tvořenou hranolovou západní věží, obdélnou lodí a půlkruhovou apsidou. Stavbu románského kostela pravděpodobně iniciovala vyšehradská kapitula, která ve 12. století vlastnila pozemky v Záběhlicích. Původní románská podoba kostela přetrvala bez zásadních stavebních zásahů až do přelomu 14. a 15. století, kdy Záběhlice byly v majetku krále Václava IV. V tomto období došlo k nahrazení původní půlkruhové apsidy gotickým presbytářem, zaklenutým šestipaprsčitou klenbou. 
V období baroka byla ke kostelu přistavěna předsíň a loď kostela byla bez zaklenutí – ještě v 18. století ji pouze kryl malovaný rákosový strop. Roku 1861 inicioval tehdejší majitel Záběhlic Karel Korb, rytíř z Weidenheimu, renovaci interiéru kostela. V letech 1876–1880 proběhla rozsáhlá přestavba pod vedením architekta Antonína Bauma a jeho spolupracovníka Bedřicha Münzbergera. Největším zásahem bylo stržení původní románské věže, která byla poškozena požárem po úderu bleskem v roce 1874, a její nahrazení pseudorománskou věží. Celkové náklady na přestavbu činily 8 483 zlatých a 36 krejcarů.
Během prací byly pod podlahou interiéru odkryty zbytky původní půlkruhové apsidy. V základech zbořené věže byla nalezena bronzová noha románského svícnu, která je dnes uložena ve sbírkách Zemského muzea. Díky těmto rekonstrukčním zásahům je dnes na jižní fasádě kostela viditelný dochovaný úsek kvádříkového zdiva, který zahrnuje torzo románského okna ve své západní části a téměř kompletní románské okno s typickými šikmými špaletami ve východní části. Jihozápadní nároží lodi je vyzděno většími opukovými a pískovcovými kvádry.
Románská okna se dnes nacházejí nízko vůči aktuální úrovni okolního terénu, což naznačuje, že románské zdivo zřejmě pokračuje pod nynější úrovní země. K výraznému nárůstu terénu došlo pravděpodobně v důsledku opakovaného zvyšování okolí stavby, která se nachází v záplavovém území v blízkosti potoka Botiče a Hamerského rybníka.
Okolo kostela býval hřbitov, který však byl ve 2. polovině 19. století zrušen a nový záběhlický hřbitov byl založen na návrší přibližně 700 metrů severovýchodně od kostela.
Rozsáhlejší opravy byly provedeny i v roce 1948, v roce 2000 za finančního přispění městské části byla opravena fasáda, v roce 2011 byla budova doplněna o slavnostní osvětlení.

## Historie farnosti
Roku 1352 byla v Hostivaři zřízena plebánie, od roku 1688 byla administrována farářem u Matky Boží před Týnem na Starém Městě, od roku 1695 administrována františkánskými kněžími od Panny Marie Sněžné z Nového Města pražského. Roku zde byla zřízena 1698 administratura, ale již v roce 1702 byla zdejší farnost obnovena. Matriky jsou zde vedeny od roku 1671.

## Architektonický popis

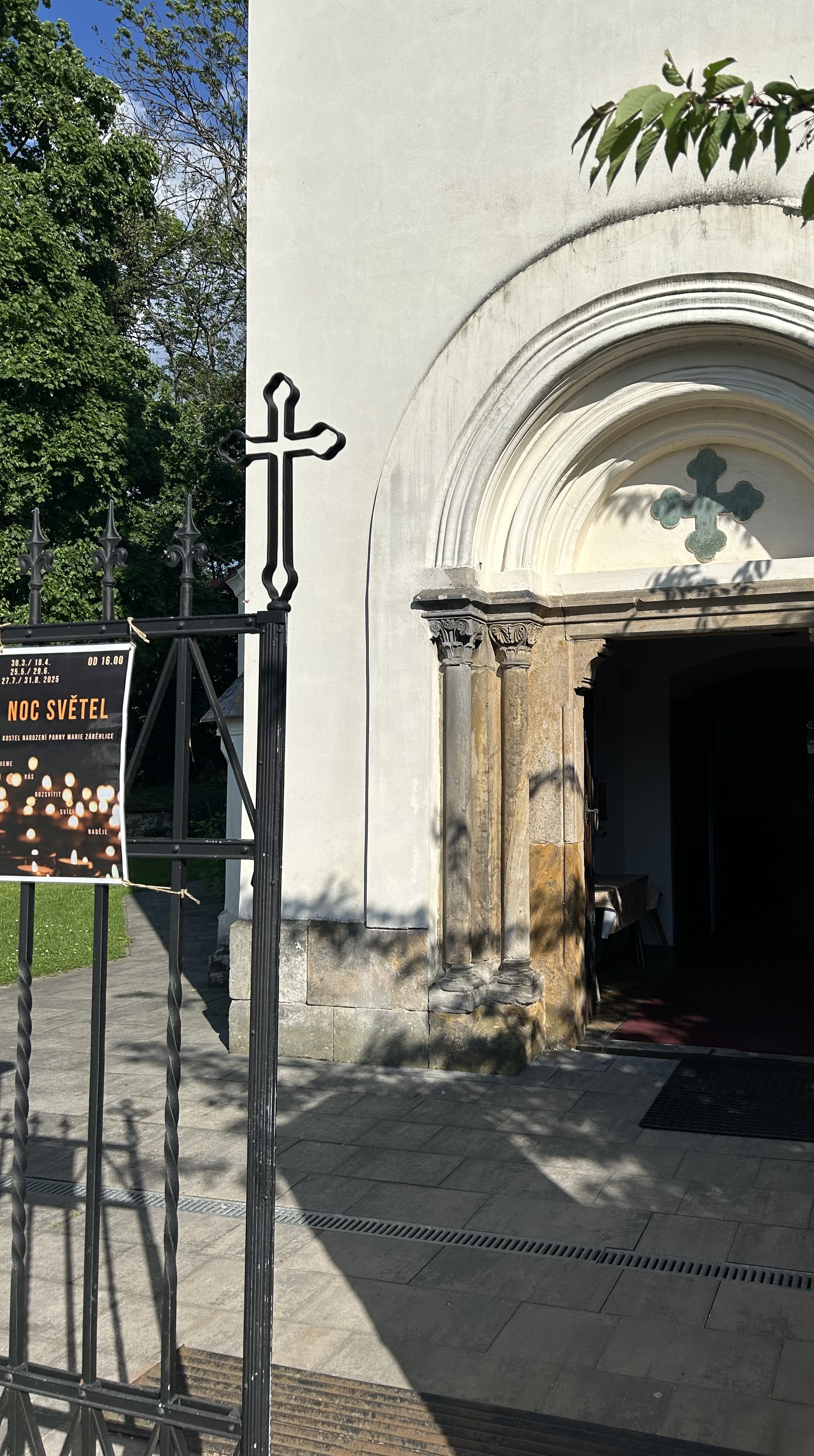
Vstupní portál

Kostel je volně stojící stavba obklopena zahradou s dominantní hranolovou věží, zakončenou vysokou jehlancovou střechou. Střecha je kryta břidlicí a doplněna oplechovanými půlkruhově zaklenutými vikýři, které svým tvarem i měřítkem opakují podobu oken ve věži. Na jižním a východním průčelí věže se nacházejí klenutá okna, přičemž v nejvyšším podlaží jsou okna sdružená, dvojdílná, oddělená středovým sloupkem. Na západní straně věže je přistavěno točité schodiště s vlastním vstupem a drobnými okny. V přízemní části věže je situován vstupní portál tvořený ústupkovým kamenným portikem ukončen půlkruhovým tympanonem. Portikus tvoří dva páry románských sloupů s ozdobnými hlavicemi, válcovými dříky a profilovanými patkami, které jsou vyvýšeny na čtvercovém soklu.
Půdorys kostelní lodi obdélného tvaru je širší než půdorys věže. Loď je kryta sedlovou střechou, doplněnou drobnými klenutými vikýři zakončenými kovovými koulemi. Nad závěrem lodi je umístěn zlatý křížek. Kostel je zakončen pětibokým gotickým presbytářem se šesti opěrnými pilíři. 
Presbytář je zaklenut žebrovou klenbou se svorníkem. Žebra klenby nasedají na konzoly ve tvaru obráceného zkoseného jehlance. Ve svorníku klenby je vymalován znak svobodných pánů Korbů z Weidenheimu, tehdejších patronů kostela. Přední část svorníku zdobí hrubě tesaná lidská tvář. Prostor presbytáře osvětlují čtyři lomeně klenutá okna, po dvou na severní a jižní straně. Loď kostela je zaklenuta dvěma poli plackové klenby. Oltář je zhotoven v novogotickém slohu z roku 1861 a nese oltářní obraz Narození Panny Marie od malíře Rudolfa Müllera. 
K západní stěně lodi přiléhá nízký přístavek sakristie se samostatným vstupem. Východní stěna přístavku je prolomena dvěma klenutými okny ve zkosených šambránách. 
Fasáda kostela je opatřena hladkou omítkou, která je na mírně vystupujícím soklu, který je v přední části u vstupu kamenný, v dalších částech omítaný. Opěráky jsou dvojitě odstupňované. Na jižní straně kostela jsou odkryty části původního kvádříkového a lomového zdiva, včetně okenních ostění a fragmentů kleneb.

## Galerie

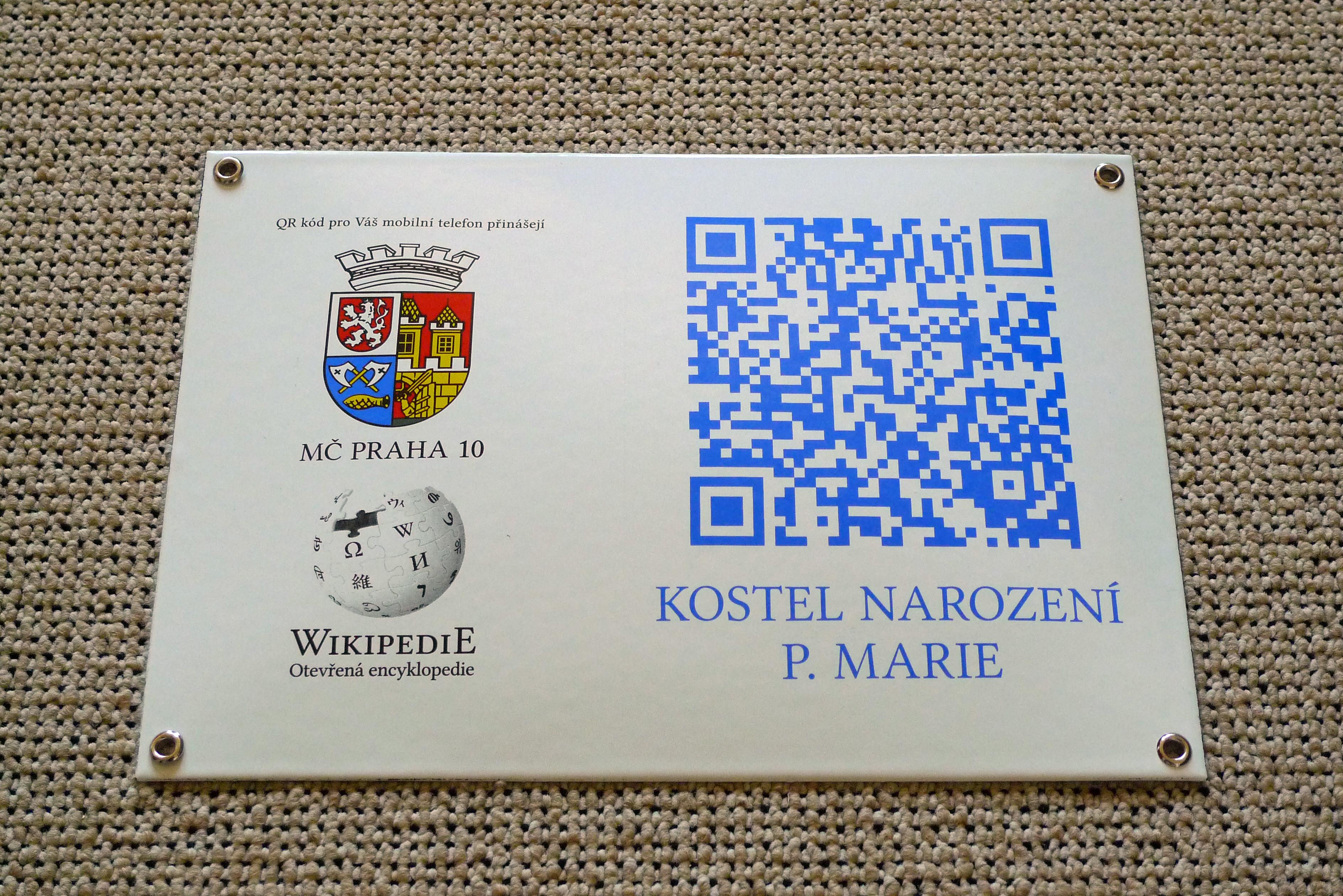
QRpedia v Praze 10 – tabulka určená k umístění na kostel Narození Panny Marie]
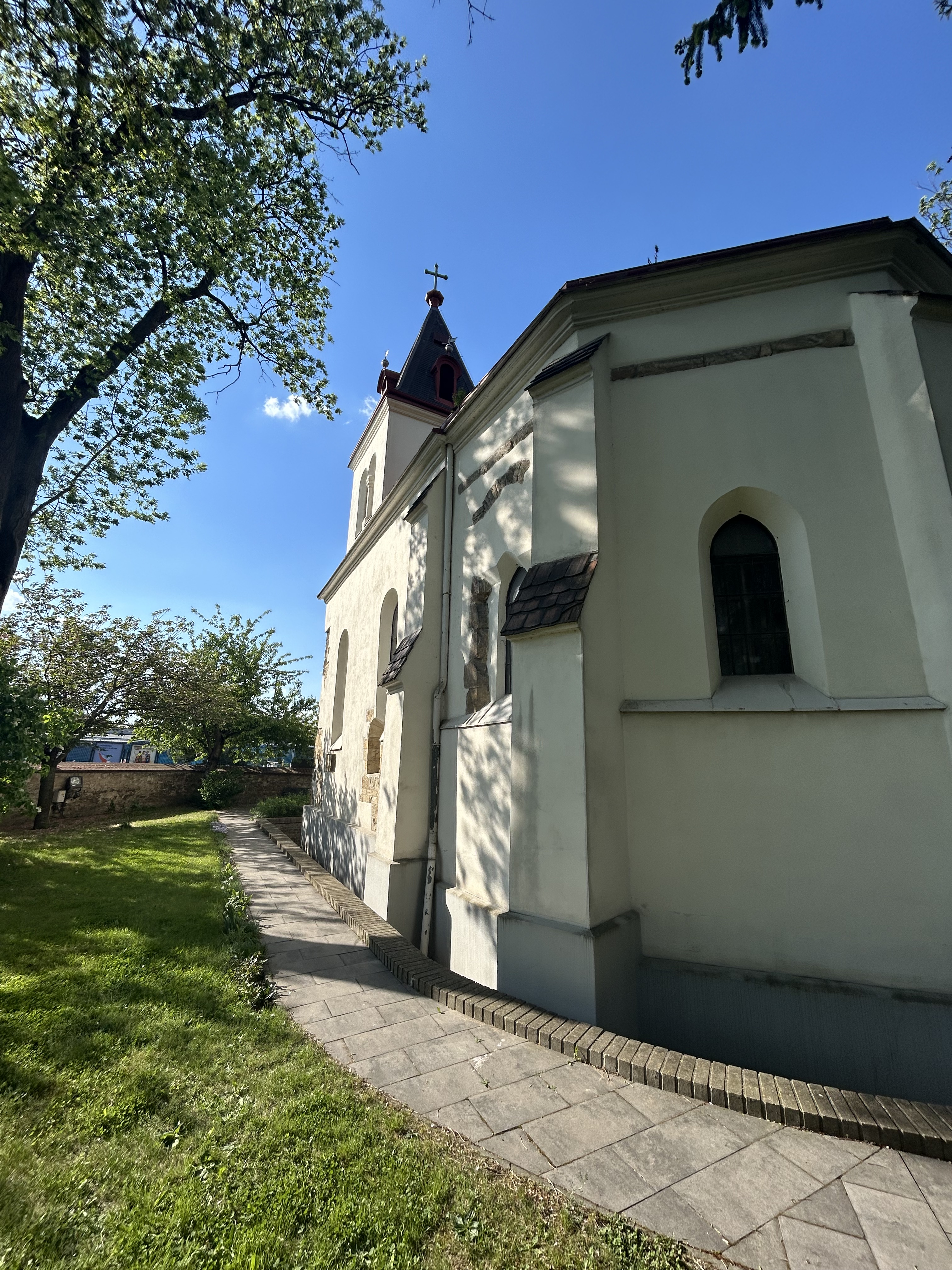
Pohled ze zahrady
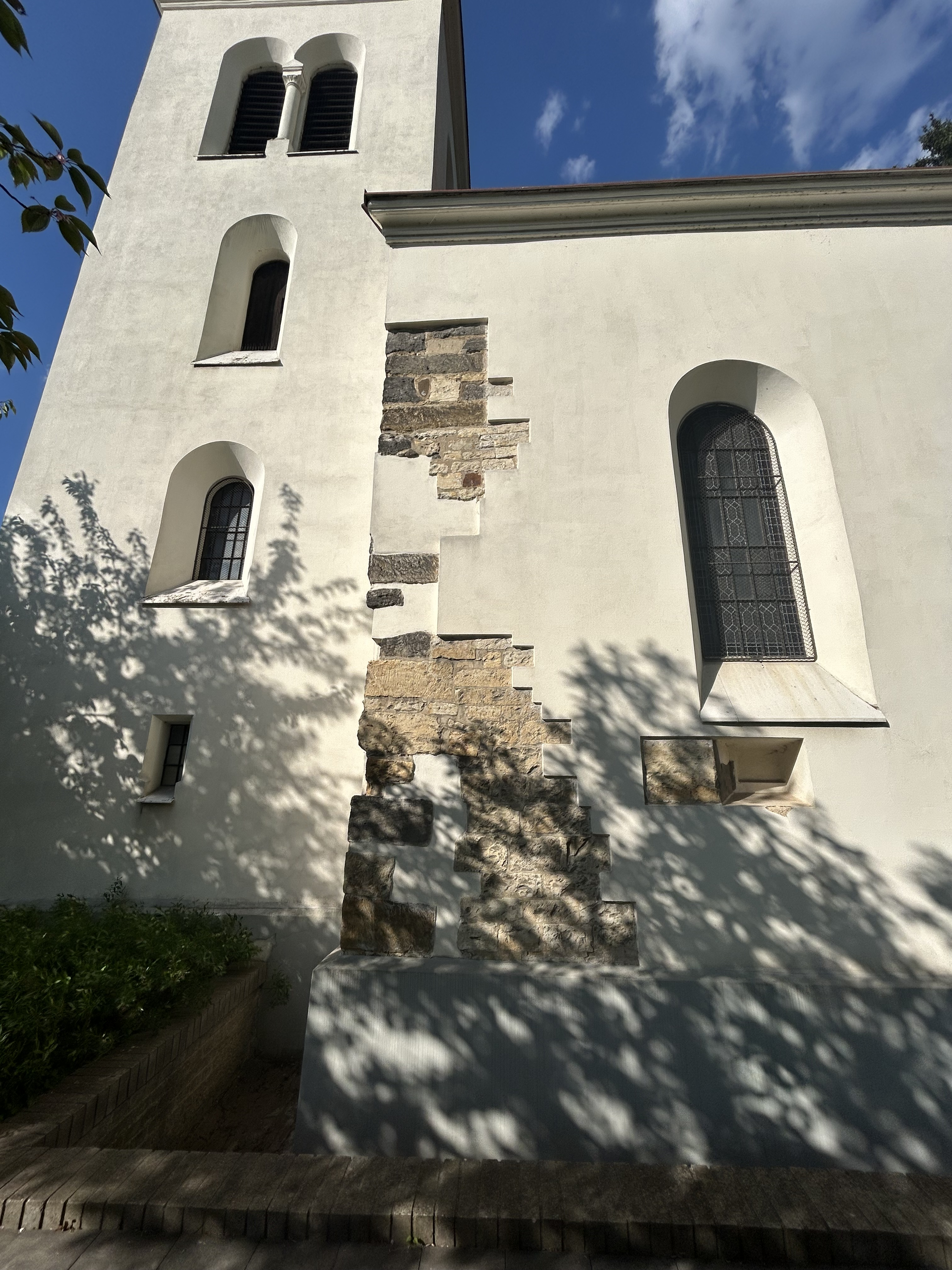
Pozůstatky zdiva
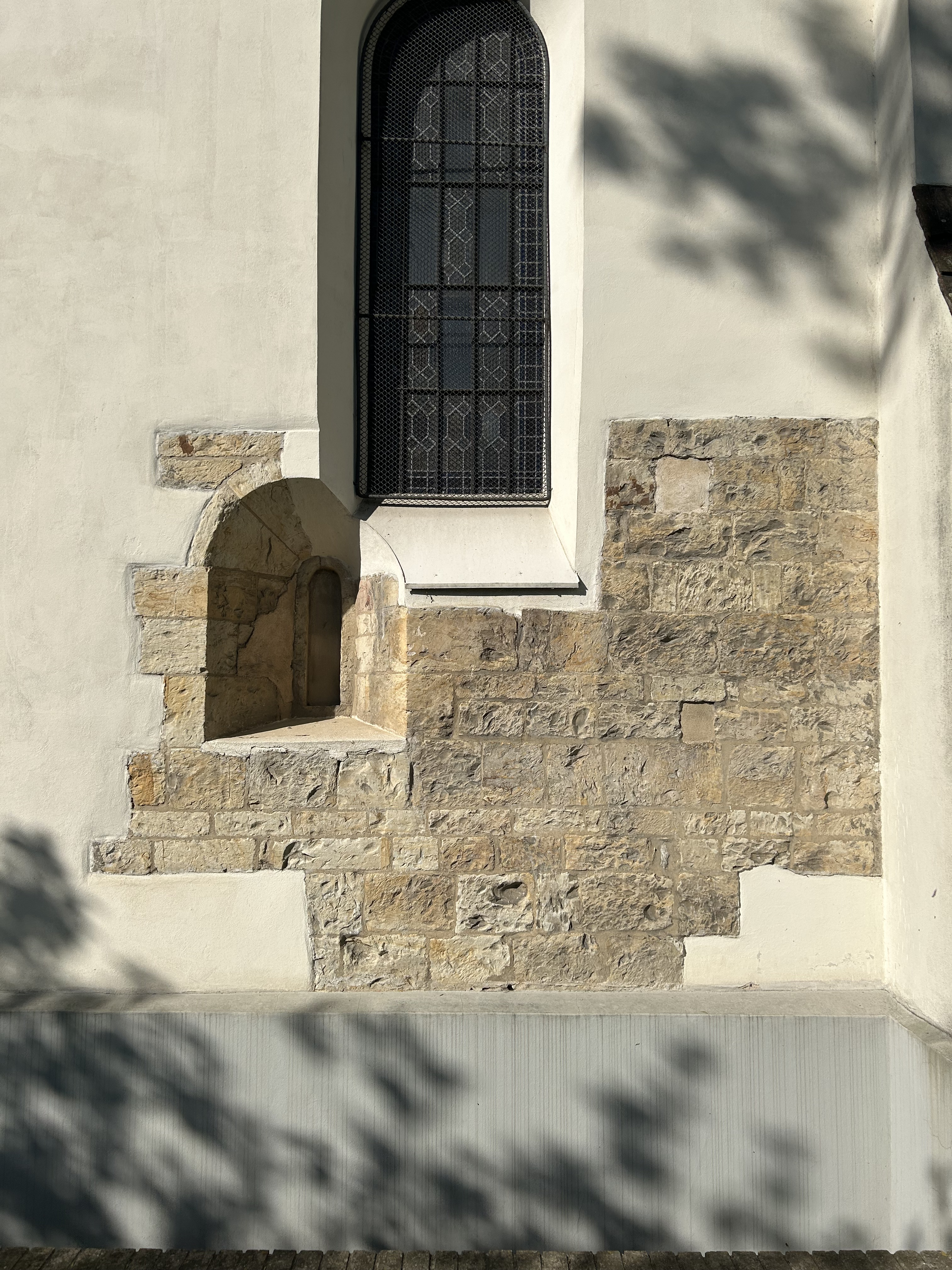
Původní zdivo
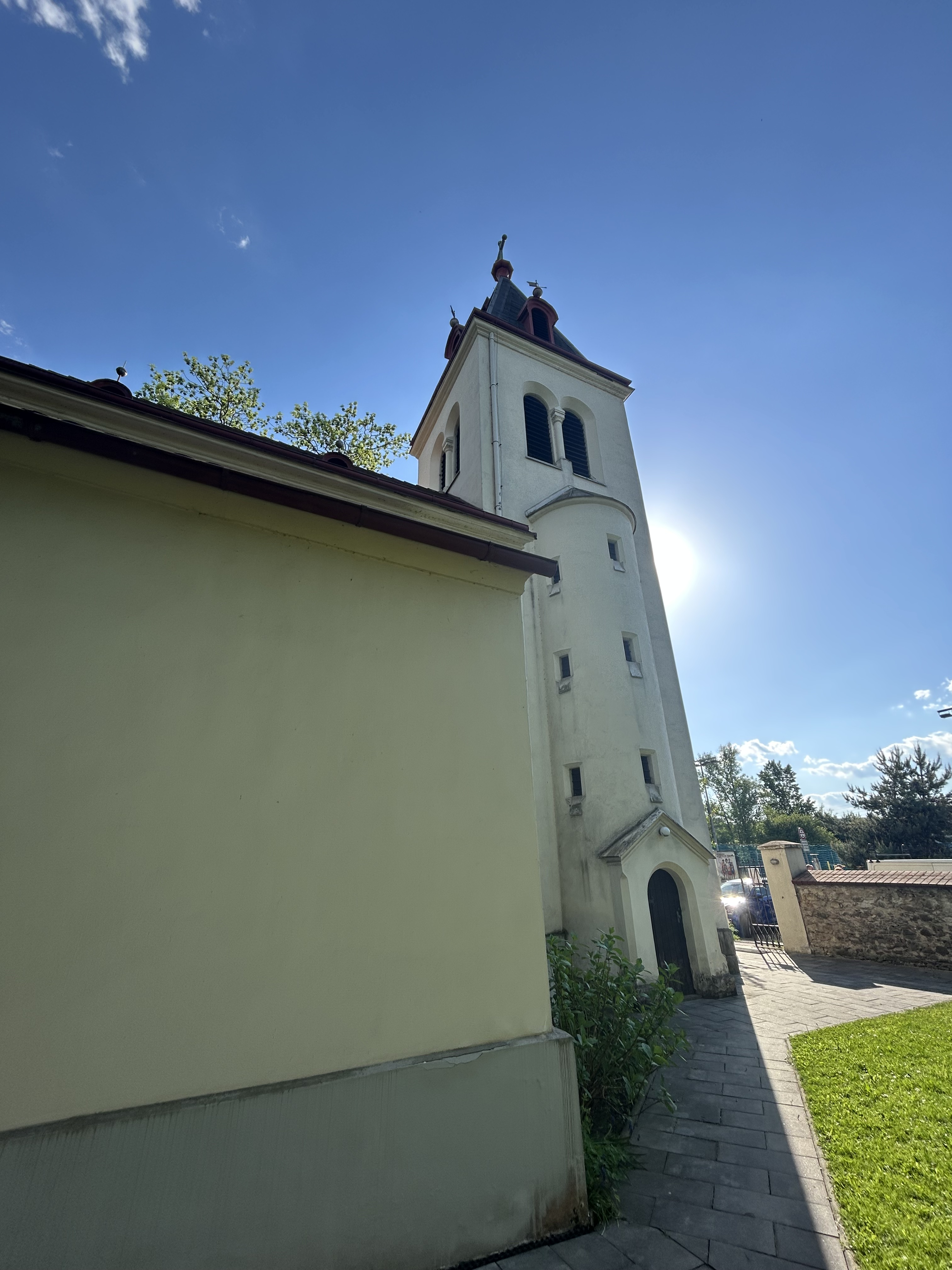
Přistavěné schodiště
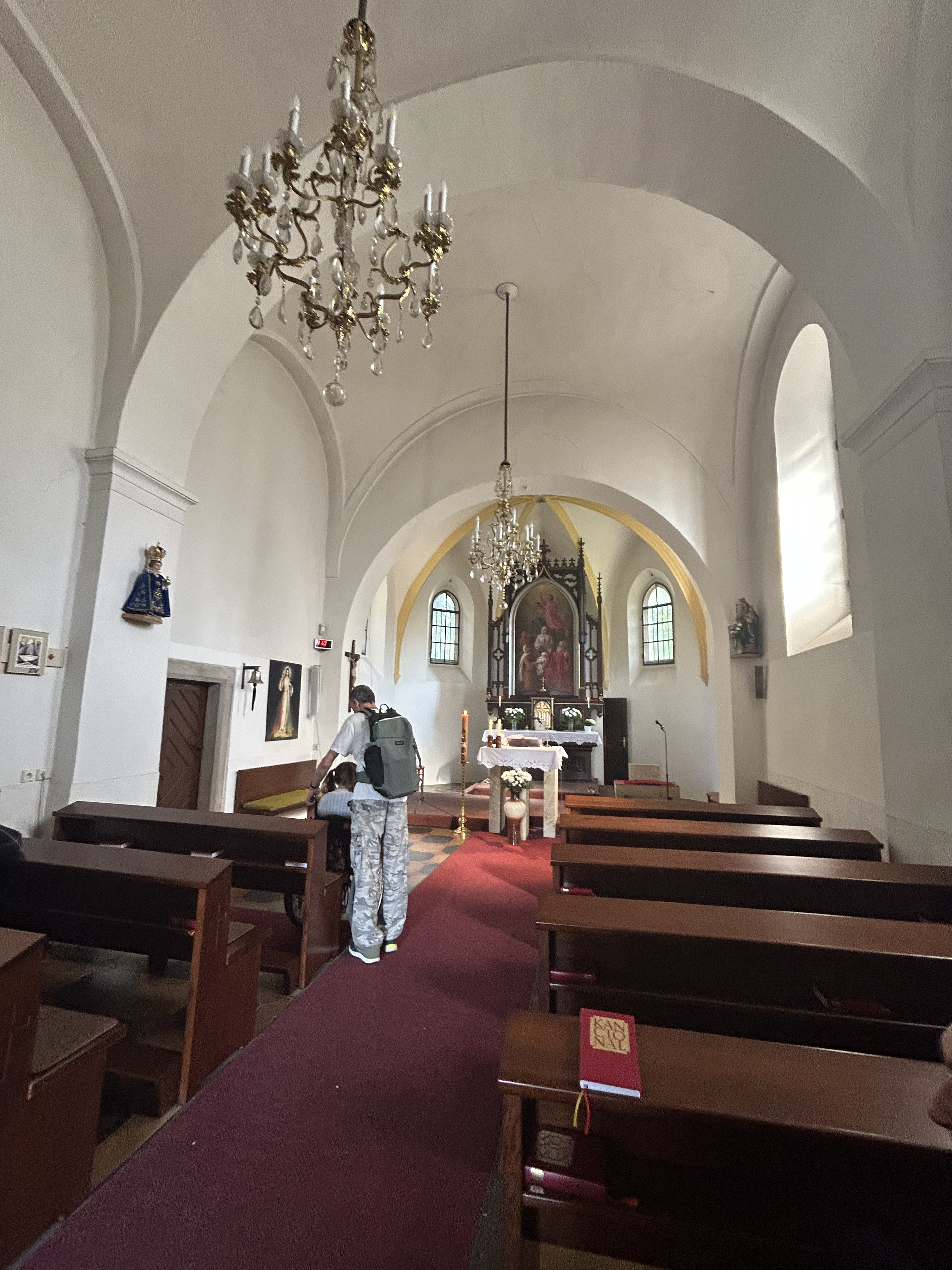
Interiér kostela